# Łypkuwatiwka
Łypkuwatiwka (ukr. Липкуватівка) – wieś na Ukrainie, w obwodzie charkowskim, w rejonie charkowskim, w hromadzie Nowa Wodołaha. W 2001 liczyła 528 mieszkańców.